# Кинг, Стивенсон
Стивенсон Кинг (англ. Stephenson King; род. 13 ноября 1958 года) — премьер-министр Сент-Люсии с 7 сентября 2007 (официально утверждён 9 сентября), ранее временно исполнял обязанности премьер-министра с 1 мая по 18 мая 2007 Хотя сам relected в своем избирательном округе, его UWP партия потерпела поражение на всеобщих выборах 28 ноября 2011 года.

## Образование и дополитическая занятость
Его раннее детское и начальное образование было достигнуто в методистских детских и начальных школах. Позже он поступил в Академию адвентистов седьмого дня, где продолжил учебу в средней школе. После завершения своего среднего образования, Кинг получил работу в бывшем Сент-Люсия кооперативный Bank Ltd (ныне 1-й Национальный банк Сент-Люсия Ltd), где он служил в течение двух с половиной лет. Он ушел в отставку в 1981 году, чтобы принять предложение от юридической фирмы Floissac и Giraudy, где он семь лет служил бухгалтером, торговым маркером/Paralegal.
Лидер Объединённой рабочей партии, после её победы на парламентских выборах в конце 2006 стал министром здравоохранения и трудовых контактов в правительстве, сформированном Джоном Комптоном, замещал его во время болезни последнего в 2007 году, после кончины Комптона сформировал новое правительство острова, заняв также большое количество министерских постов.
Администрация короля потерпела поражение на всеобщих выборах 2011 года 28 ноября 2011 года, получив только 6 из 17 мест в парламенте.